# ジュリアン・ベイショア
ジュリアン・ベイショア（英：Julian Bashore、1972年9月4日 - ）は、日本の実業家。アメリカ生まれ。ボド・メラー・ケミー・ジャパン株式会社代表取締役社長。マクダーミッド・パフォーマンス・ソリューションズ・ジャパン株式会社元代表取締役社長、ボディコート・ジャパン株式会社元代表取締役社長、PPGジャパン（株）元ナショナルセールスマネージャー。

## 略歴
米国カリフォルニア州サンフランシスコに生まれペンシルベニア州フィラデルフィア郊外で育ち、ペンシルベニア大学ウォートン・スクール でビジネスと日本語をび、在学中に京都アメリカ大学コンソーシアム（KCJS、当時スタンフォード大学の日本校）へ留学する。
卒業後PPGインダストリーズにセールスエンジニアとして入社。入社3年後にPPGインダストリーズ日本法人であるPPGジャパン株式会社での勤務を機に日本での生活を始め、20 年にわたり日本で暮らしている。
2008年、ボディコートplcの日本法人設立に際し、ボディコート・ジャパン株式会社代表取締役社長に選任される。その後、化学品業界に戻るためにヘッドハンティングされたことを受け、2013年2月ボディコート・ジャパン株式会社代表取締役社長を退任。同月、マクダーミッド・パフォーマンス・ソリューションズ・ジャパン株式会社代表取締役社長に就任した。
2024年、Bodo Möller Chemie GmbH (de:Bodo Möller Chemie) の日本法人設立に伴い、ボド・メラー・ケミー・ジャパン株式会社の代表取締役社長に任命された。

## 学歴
- 1990年（平成2年） - ペンシルベニア大学ウォートン・スクール経営学部入学
- 1993年（平成5年） - 京都アメリカ大学コンソーシアム(当時はスタンフォード大学日本校）留学
- 1995年（平成7年） - ペンシルベニア大学ウォートン・スクール経営学部卒業[18]

## 職歴
| 年月                  | 職歴                                                                                 |
| --------------------- | ------------------------------------------------------------------------------------ |

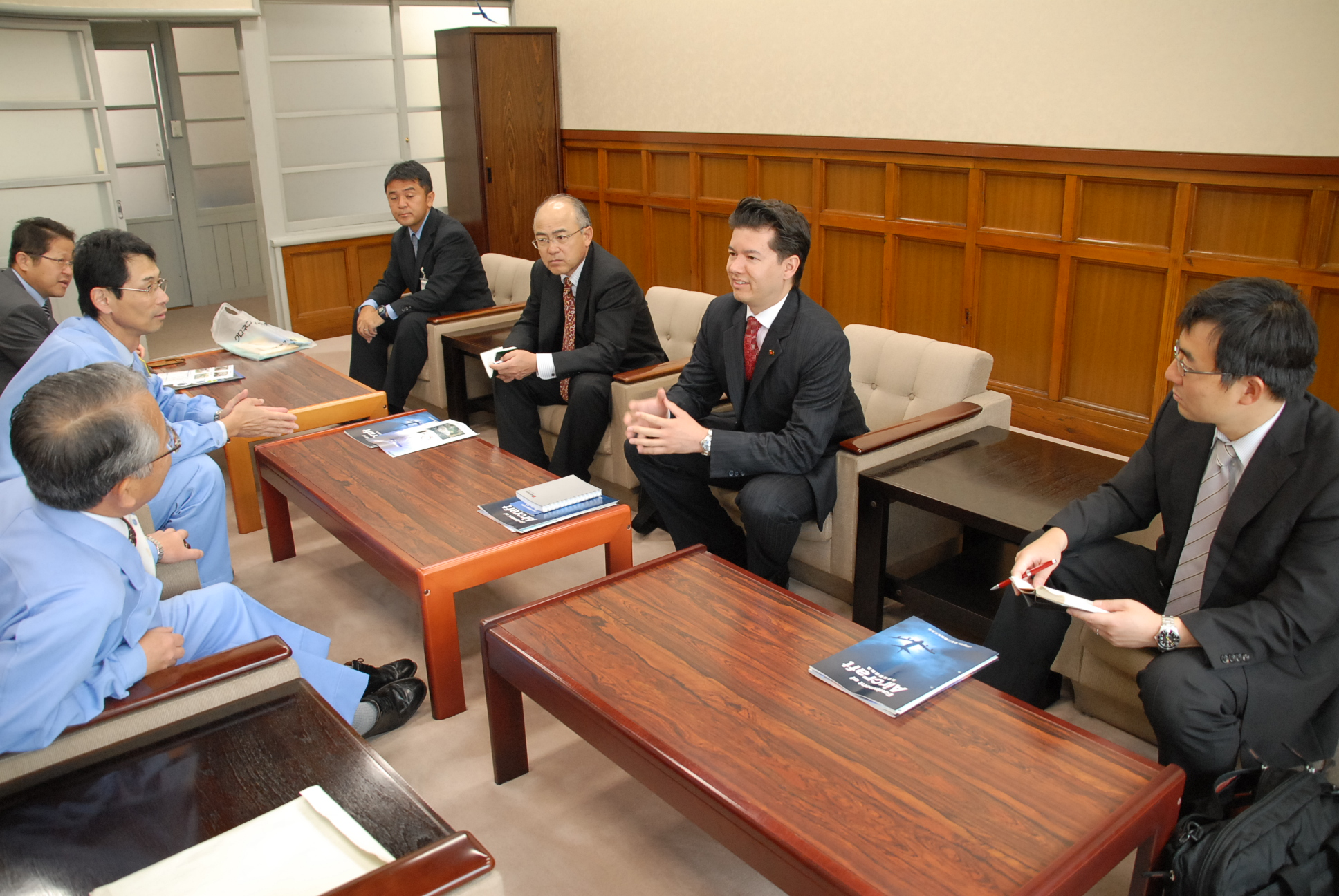
2010年6月3日、長野県飯田市で商談を行う模様

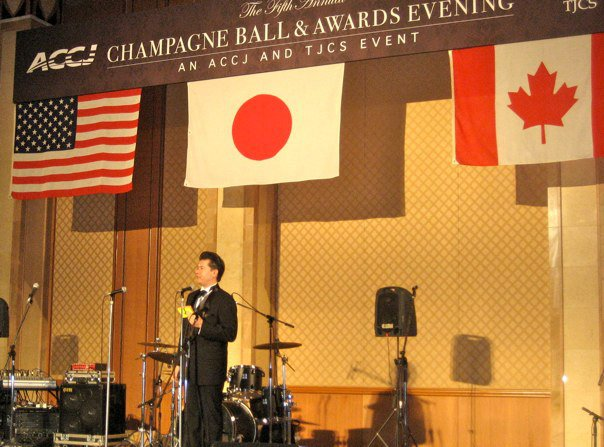
2010年11月19日、ヒルトン名古屋で開催された国際イベントの司会を務める

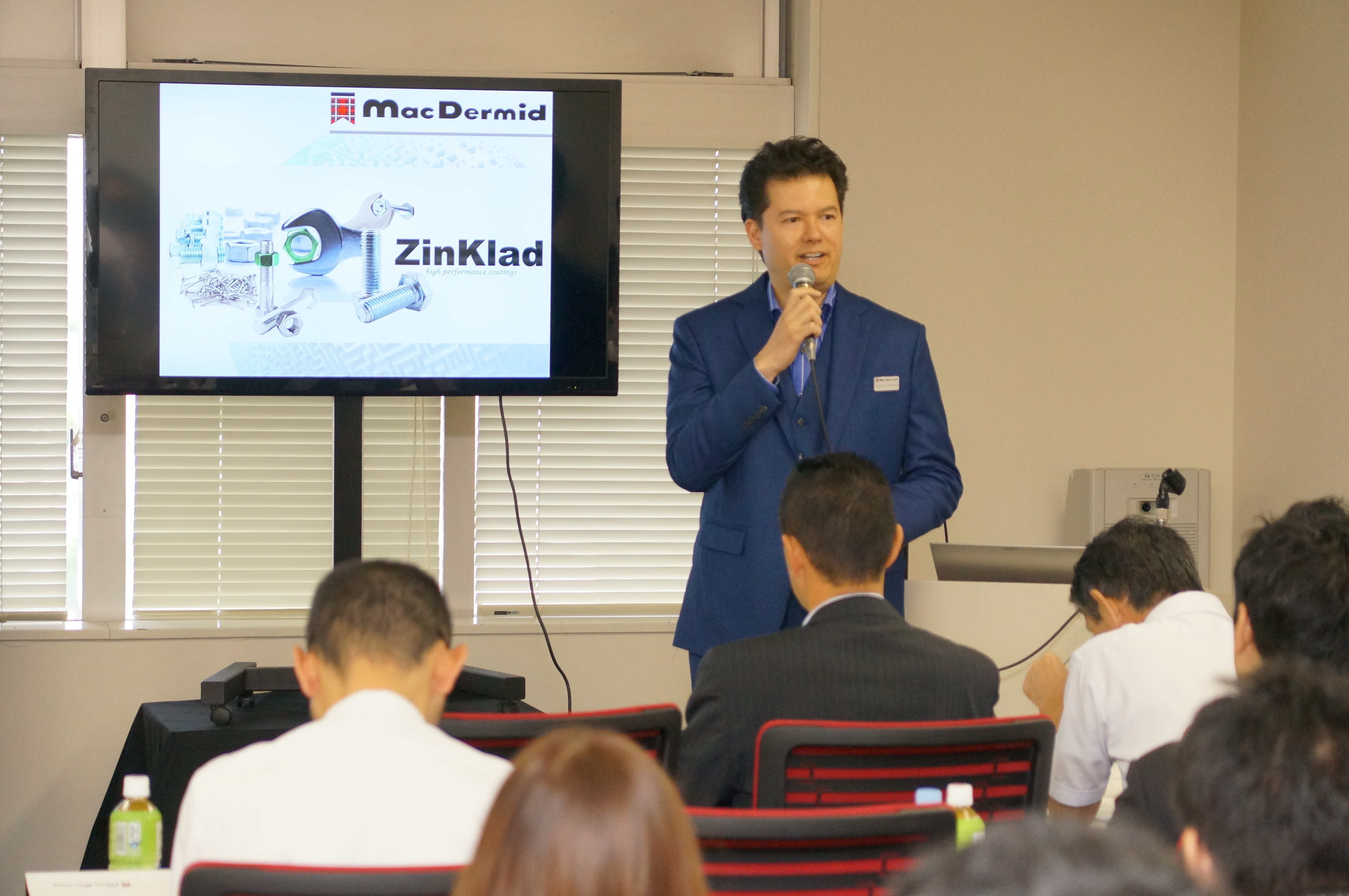
2014年9月5日、神奈川県川崎市のイベントで冒頭の挨拶をする模様

| 1995年（平成7年）6月  | PPGインダストリーズ入社（自動車塗料OEM事業部）                                       |
| 1998年（平成10年）3月 | PPGインダストリーズ日本支社 プロジェクトリーダー                                     |
| 2001年（平成13年）1月 | PPGインダストリーズ日本支社 キーアカウントマネージャー                               |
| 2002年（平成14年）7月 | PPGインダストリーズ日本支社 ナショナルセールスマネージャー                           |
| 2008年（平成20年）1月 | PPGインダストリーズ日本支社 ナショナルセールスマネージャー退任                       |
| 2008年（平成20年）1月 | ボディコートplc入社                                                                  |
| 2008年（平成20年）3月 | ボディコート・ジャパン株式会社代表取締役社長就任                                     |
| 2013年（平成25年）2月 | ボディコート・ジャパン株式会社代表取締役社長退任                                     |
| 2013年（平成25年）2月 | マクダーミッド・パフォーマンス・ソリューションズ・ジャパン株式会社代表取締役社長就任 |
| 2024年（令和6年）6月  | マクダーミッド・パフォーマンス・ソリューションズ・ジャパン株式会社代表取締役社長退任 |
| 2024年（令和6年）7月  | ボド・メラー・ケミー・ジャパン株式会社代表取締役社長就任                             |

## その他職歴
| 年月                  | 職歴                                                                                       |
| --------------------- | ------------------------------------------------------------------------------------------ |
| 2016年（平成28年）4月 | 日本エレクトロプレイティング・エンジニヤース株式会社（現：EEJA株式会社）取締役(非常勤)就任 |
| 2018年（平成30年）2月 | 日本エレクトロプレイティング・エンジニヤース株式会社（現：EEJA株式会社）取締役(非常勤)退任 |

## 業界活動
- 2015年（平成27年）5月 - 一般社団法人日本電子回路工業会理事就任[27][28][29]
- 2023年（令和4年）1月 - 在日米国商工会議所・中部支部監査役就任[30][31]

## その他の活動
- 2010年（平成22年） 2月20日 - ぺちゃくちゃないとが主催するハイチ救済チャリティーイベントの司会として活動[32]
- 2010年（平成22年） 11月14日 - 講演：『爽やか肉食系男子養成講座～女子たち、男子草食化を食い止めよ～！』 主催：万博村の会 / 後援：愛知県・長久手町・財団法人愛知県都市整備協会・公益財団法人愛知県国際交流協会・中日新聞社[33]
- 2013年（平成25年） 4月 1日 - 学校法人名古屋国際学園の監事として就任
- 2013年（平成25年） 9月 1日 - ペンシルベニア大学OBとして入学希望者のための支援活動を始める。面接官として認定[34]。

## 受賞歴
- 2010年（平成22年） 5月31日 - 『アジアにおける次世代のCEO100人』賞　主催：株式会社ジャパンタイムズ[35]
- 2021年（令和3年） 12月15日 - 『リーダー・オブ・ザ・イヤー』賞　主催：在日米国商工会議所・中部支部[36]

## 寄稿
- 2010年（平成22年） 6月15日 - 『日本への供給： B2Bサプライチェーンマネジメントの変化が新たなチャンスを生む』- ACCJジャーナル[37]
- 2015年（平成27年） 8月26日 - 『日本から部品を調達する欧米企業が過去最多に』- Protechnology Japan[38]
- 2016年（平成28年） 3月1日 - 『私の羅針盤：春はあけぼの』- JPCA News[39]
- 2016年（平成28年） 4月1日 - 『日本のスマートテック企業は投資家に大きな報酬を提供する』- Protechnology Japan[40]
- 2016年（平成28年） 12月29日 - 『日本では合弁会社の設立が成功への近道になる』- Protechnology Japan[41]
- 2021年（令和3年） 6月21日 - 『新たな高みへの飛躍： 中部地域における航空宇宙産業と製造業の発展』- ACCJジャーナル[42]
- 2022年（令和4年） 6月3日 - 『めっき専業者に期待する日本の自動車サプライチェーン』- Products Finishing[43]
- 2022年（令和4年） 7月1日 - 『ファイナル・フロンティア:元宇宙飛行士の山崎直子氏が語る、日本における二国間宇宙協力と宇宙港のビジョン』- ACCJジャーナル[44]
- 2023年（令和5年） 4月17日 - 『「アジアのデトロイト 」でタイのめっき専業者がゴールを目指せ』- Products Finishing[45]
- 2024年（令和6年） 1月24日 - 『インドネシアのめっき専業者、自動車市場で急成長』- Products Finishing[46]

## テレビ出演
- 2009年（平成21年）12月 2日 - NHK総合 - 番組名: 「おはよう日本」
- 2010年（平成22年） 1月24日 - 東海テレビ - 番組名:「スタイルプラス」[47]
- 2012年（平成24年） 2月13日 - NHK総合 - 番組名: 「おはよう日本」[48]
- 2020年（令和2年） 11月4日 - TBSテレビ - 番組名: 「ひるおび!」[49]
- 2020年（令和2年） 11月9日 - TBSテレビ - 番組名: 「ひるおび!」[50]

## 人物・エピソード
- 1994年、祇園祭での曳き手として勤めた [51]。
- 1995年、同級生のイーロン・マスクと一緒にペンシルベニア大学を卒業した[52][53][54]。
- 2007年、日本の永住権を取得した[55]。
- 2007年、『クラウドソーシング：世界の隠れた才能をあなたのビジネスに活かす方法』（英治出版、2008年、ISBN 4-86-276035-X）に寄稿した[56]。
- 2011年、一尾直樹監督の邦画『心中天使』にエキストラ出演した。この映画のエンドロールに名前がクレジットされている。尾野真千子、郭智博、菊里ひかり、國村隼、萬田久子、麻生祐未、風間トオル、今井清隆、遠野あすか及び内山理名も共演した[57]。
- 2022年、Miss Viviana Japanというミス・コンテストの審査員であった[58]。
- 2022年、公益社団法人日本外国特派員協会に招待されパネリスト出演していた[59][60]。

## ソートリーダーシップ
企業の社会的責任や持続可能な開発目標に関心を持つ。

## 趣味
現在の趣味は伝記読書及び自伝読書。歴史通。未来学に関心。